# راکشیا رانا
راکشیا رانا (نپالی: रक्षा राणा؛ زادهٔ ۷ نوامبر ۱۹۶۷) اولین زن خلبان اهل نپال است.

## زندگی‌نامه
رانا در ۷ نوامبر ۱۹۶۷ زاده شد. راکشیا مجوز خلبانی خصوصی را از مرکز خلبانی هافمن در برومفیلد، کلرادو گرفت. وی سپس به ادیسون، تگزاس نقل‌مکان کرد و در آنجا بقیه دوره آموزشی را به پایان رساند و مجوز آزمایشی تجاری اف آ آ را با موتور چند موتور و ابزار ساخت در آوریل ۱۹۸۸ به دست آورد. در مجموع ۱۱ ماه طول کشید تا این دوره را به پایان برساند. راکشیا ۲۴ ساله بود که برای اولین بار با شرکت‌های هواپیمایی داخلی پرواز کرد و برای اولین بار به صورت حرفه‌ای پرواز کرد.